# Калмазово
Калмазово (укр. Калмазове) — село в Ольшанской поселковой общине Голованевского района Кировоградской области Украины.
До 2020 года входило в Ольшанский район
Население по переписи 2001 года составляло 552 человека. Почтовый индекс — 26605. Телефонный код — 5250. Код КОАТУУ — 3524355101.

## Известные уроженцы, жители
- Топольников, Николай Никитич (1 декабря 1918, Калмазово — 21 апреля 1998, Подгородная) — командир миномётного взвода 1339-го стрелкового полка, лейтенант. Герой Советского Союза.